# Portão dos alemães
O Portão dos alemães (em francês:  Porte des Allemands [pɔʁt dez‿almɑ̃]) é uma ponte de um castelo medieval e portão de cidade em Metz, França. É "uma relíquia das fortificações medievais, com duas torres redondas do século XIII e dois bastiões de canhão do século XV". Está listado como um monumento histórico da França (número da lista: PA00106837).

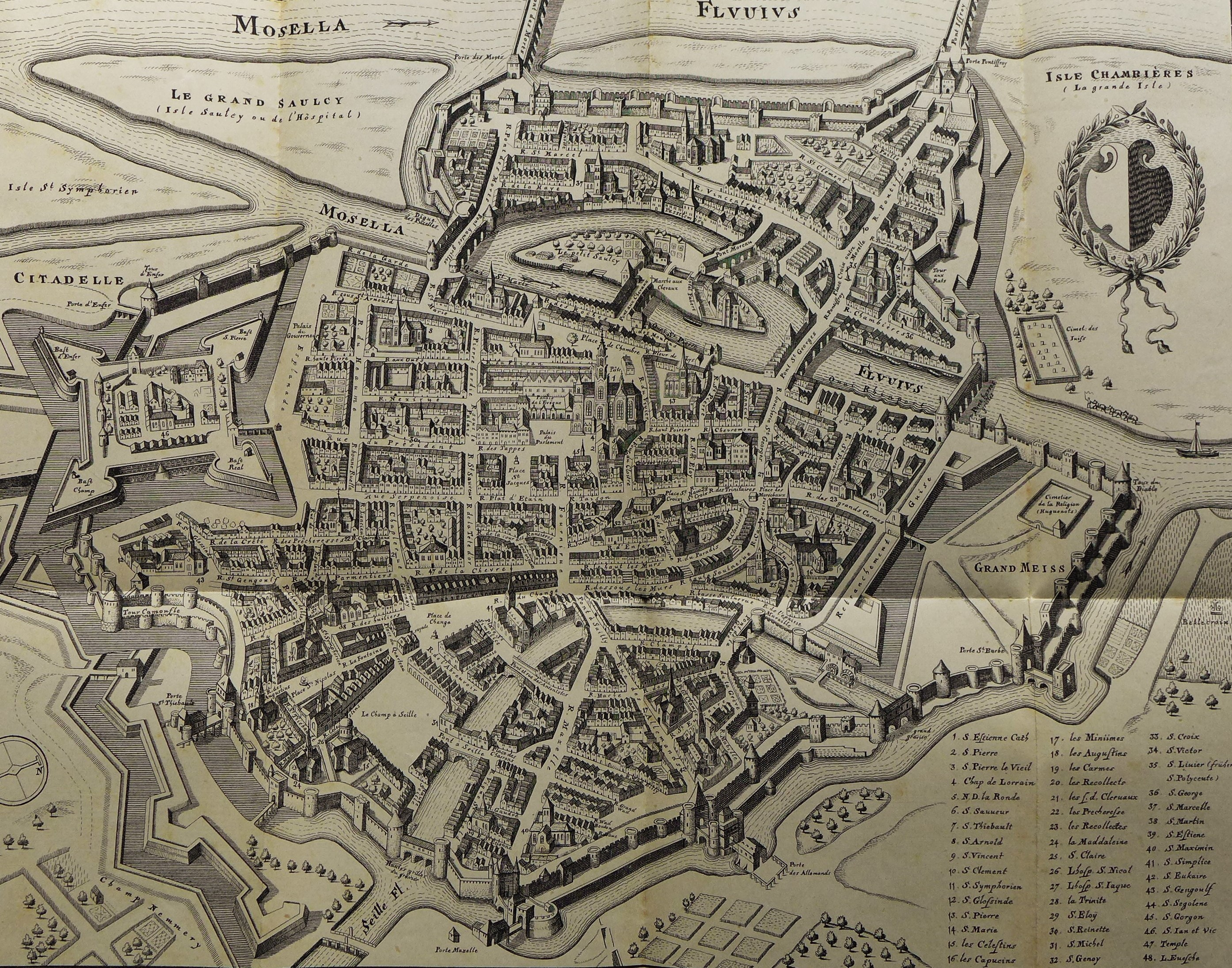
Mapa de 1652 de Metz mostrando o Portão dos Alemães (Porte des Allemands)